# Orion 4
Orion 4 var en planerad flygning som aldrig genomfördes, i det numera nedlagda Constellationprogrammet

## Färdplan
Den skulle ha blivit den första bemannade rymdfärden med Orion CEV och Ares I. Man planerade att testa farkostens manöverduglighet i nära anslutning till Internationella rymdstationen. Landning skulle ske vid Edwards Air Force Base. Detta uppdrag skulle göra det möjligt för NASA att genomföra ytterliga tester av Orions navigation, framdrivning och värmeskyddssystem.